# Порт-Кокітлем
Порт-Кокітлем (англ. Port Coquitlam) — місто в Канаді, у провінції Британська Колумбія, у складі регіонального округу Метро-Ванкувер.

## Населення
За даними перепису 2016 року, місто нараховувало 58612 осіб, показавши зростання на 4,7%, порівняно з 2011-м роком. Середня густина населення становила 2 009,4 осіб/км².
З офіційних мов обидвома одночасно володіли 4 020 жителів, тільки англійською — 52 860, тільки французькою — 30, а 1 400 — жодною з них. Усього 17365 осіб вважали рідною мовою не одну з офіційних, з них 5 — одну з корінних мов, а 80 — українську.
Працездатне населення становило 69,8% усього населення, рівень безробіття — 4,7% (4,9% серед чоловіків та 4,6% серед жінок). 88,1% осіб були найманими працівниками, а 10,5% — самозайнятими.
Середній дохід на особу становив $45 247 (медіана $37 701), при цьому для чоловіків — $54 730, а для жінок $36 168 (медіани — $46 208 та $30 686 відповідно).
32,2% мешканців мали закінчену шкільну освіту, не мали закінченої шкільної освіти — 13,6%, 54,2% мали післяшкільну освіту, з яких 39,4% мали диплом бакалавра, або вищий, 280 осіб мали вчений ступінь.
| Статево-вікова структура населення | Статево-вікова структура населення | Статево-вікова структура населення | Статево-вікова структура населення | Статево-вікова структура населення |
| ---------------------------------- | ---------------------------------- | ---------------------------------- | ---------------------------------- | ---------------------------------- |
|                                    |                                    |                                    |                                    |                                    |
| Всього                             | Всього                             | 49,4%50,6%                         |                                    |                                    |
| 0 — 14 років                       | 0 — 14 років                       |                                    | 16,6%                              | 16,6%                              |
| 15 — 64 років                      | 15 — 64 років                      |                                    | 70,6%                              | 70,6%                              |
| 65 і більше                        | 65 і більше                        |                                    | 12,7%                              | 12,7%                              |
| 85 і більше                        | 85 і більше                        |                                    | 1,4%                               | 1,4%                               |
| 100 і більше                       | 100 і більше                       |                                    | 0%                                 | 0%                                 |
| Середній вік (років)               | Середній вік (років)               | 38,840,6                           | 39,7                               | 39,7                               |
| Медіана (років)                    | Медіана (років)                    | 39,541,9                           | 40,7                               | 40,7                               |
| — чоловіки — жінки                 |                                    |                                    |                                    |                                    |

| Походження мешканців:     | Походження мешканців:     | Походження мешканців: | Походження мешканців: | Походження мешканців: |
| ------------------------- | ------------------------- | --------------------- | --------------------- | --------------------- |
| Походження                |                           |                       | осіб                  | %                     |
| Корінні американці        | Корінні американці        |                       | 2 530                 | 4.37%                 |
| Інше північноамериканське | Інше північноамериканське |                       | 11 555                | 19.96%                |
| Європейське               | Європейське               |                       | 36 860                | 63.67%                |
| британське                | британське                |                       | 23 040                | 39.8%                 |
| французьке                | французьке                |                       | 5 080                 | 8.77%                 |
| українське                | українське                |                       | 3 235                 | 5.59%                 |
| Латинськоамериканське     | Латинськоамериканське     |                       | 1 310                 | 2.26%                 |
| Карибське                 | Карибське                 |                       | 515                   | 0.89%                 |
| Африканське               | Африканське               |                       | 1 200                 | 2.07%                 |
| Азійське                  | Азійське                  |                       | 17 305                | 29.89%                |
| Океанійське               | Океанійське               |                       | 550                   | 0.95%                 |

| Зайнятість населення за галузями (за класифікацією NOC): | Зайнятість населення за галузями (за класифікацією NOC): | Зайнятість населення за галузями (за класифікацією NOC): | Зайнятість населення за галузями (за класифікацією NOC): | Зайнятість населення за галузями (за класифікацією NOC): |
| -------------------------------------------------------- | -------------------------------------------------------- | -------------------------------------------------------- | -------------------------------------------------------- | -------------------------------------------------------- |
|                                                          |                                                          |                                                          |                                                          |                                                          |
| Управління                                               | Управління                                               |                                                          | 10,7%                                                    | 10,7%                                                    |
| Бізнес, фінанси та адміністрування                       | Бізнес, фінанси та адміністрування                       |                                                          | 17,4%                                                    | 17,4%                                                    |
| Природничі та прикладні науки                            | Природничі та прикладні науки                            |                                                          | 6,8%                                                     | 6,8%                                                     |
| Охорона здоров'я                                         | Охорона здоров'я                                         |                                                          | 5,9%                                                     | 5,9%                                                     |
| Освіта, правозахист, муніципальні та урядові служби      | Освіта, правозахист, муніципальні та урядові служби      |                                                          | 10,2%                                                    | 10,2%                                                    |
| Мистецтво, культура, відпочинок та спорт                 | Мистецтво, культура, відпочинок та спорт                 |                                                          | 3,2%                                                     | 3,2%                                                     |
| Роздрібна торгівля та послуги                            | Роздрібна торгівля та послуги                            |                                                          | 24%                                                      | 24%                                                      |
| Гуртова торгівля, транспорт та обладнання                | Гуртова торгівля, транспорт та обладнання                |                                                          | 17,7%                                                    | 17,7%                                                    |
| Природні ресурси, сільське господарство                  | Природні ресурси, сільське господарство                  |                                                          | 1%                                                       | 1%                                                       |
| Виробництво                                              | Виробництво                                              |                                                          | 3,2%                                                     | 3,2%                                                     |

## Клімат
Середня річна температура становить 10,2°C, середня максимальна – 21,3°C, а середня мінімальна – -1,9°C. Середня річна кількість опадів – 2 157 мм.
| Клімат поселення                              | Клімат поселення | Клімат поселення | Клімат поселення | Клімат поселення | Клімат поселення | Клімат поселення | Клімат поселення | Клімат поселення | Клімат поселення | Клімат поселення | Клімат поселення | Клімат поселення | Клімат поселення |
| Показник                                      | Січ.             | Лют.             | Бер.             | Квіт.            | Трав.            | Черв.            | Лип.             | Серп.            | Вер.             | Жовт.            | Лист.            | Груд.            |                  |
| Середній максимум, °C                         | 7,28             | 9,32             | 11,41            | 13,98            | 17,41            | 20,04            | 20,94            | 21,25            | 18,36            | 13,45            | 9,12             | 6,18             |                  |
| Середня температура, °C                       | 2,70             | 4,75             | 6,82             | 9,40             | 12,82            | 15,46            | 17,82            | 18,14            | 15,23            | 10,36            | 6,00             | 3,07             |                  |
| Середній мінімум, °C                          | −1,88            | 0,17             | 2,24             | 4,83             | 8,24             | 10,89            | 14,71            | 15,02            | 12,12            | 7,24             | 2,89             | −0,06            |                  |
| Норма опадів, мм                              | 306              | 195              | 192              | 166              | 131              | 103              | 68               | 67               | 97               | 219              | 343              | 270              |                  |
| Середньомісячна швидкість вітру, м/с          | 3.10             | 2.97             | 3.10             | 2.94             | 2.82             | 2.84             | 2.74             | 2.50             | 2.26             | 2.49             | 3.06             | 3.14             |                  |
| Середньомісячна сонячна радіація, кДж/м²·день | 3097             | 6029             | 9851             | 14830            | 18410            | 19865            | 21185            | 18190            | 13016            | 7031             | 3499             | 2428             |                  |
| --------------------------------------------- | ---------------- | ---------------- | ---------------- | ---------------- | ---------------- | ---------------- | ---------------- | ---------------- | ---------------- | ---------------- | ---------------- | ---------------- | ---------------- |
| Джерело:                                      |                  |                  |                  |                  |                  |                  |                  |                  |                  |                  |                  |                  |                  |